# ماساهیرو ندو
ماساهیرو ندو (به انگلیسی: Masahiro Endo) بازیکن فوتبال اهل ژاپن و عضو تیم ملی فوتبال ژاپن است که در تاریخ ۲۹ مه ۱۹۹۴ میلادی اولین بازی ملی‌اش را انجام داد. او در ۸ بازی ملی حضور داشت و آخرین بازی ملی خود را در تاریخ ۱۱ اکتبر ۱۹۹۴ میلادی انجام داد. ماساهیرو ندو در بازی‌های ملی‌اش
گلی به ثمر نرساند.